# 御福餅
御福餅（おふくもち）は、三重県伊勢市二見町の株式会社御福餅本家が製造販売する、餅菓子である。あんころ餅の一種であり、創業以来280年以上の歴史を持つ。赤福餅とよく似るが、別会社の製品である。

## 概要
直営本店は伊勢市二見町茶屋（JR参宮線二見浦駅海の手）にある。伊勢自動車道のサービスエリア、名神高速道路の尾張一宮PA下り線などでも販売している。「餅と漉し餡の組み合わせ」はポピュラーなものであって、一時期はそれを販売する多くの商店がこの地域に存在していたが、21世紀まで残ったのが赤福餅と御福餅であった。
餅米（はくちょうもち100%）と小豆（きたろまん100%）を使用した優しい味わいが特徴とされる。1998年には第23回全国菓子大博覧会にて、菓子業界では最高の栄誉とされる「名誉総裁賞」を受賞した。2020年「第1回伊勢ブランド」に認定された。
「御福」の名は、二見興玉神社（夫婦岩がある）にある天の岩屋に祀られる神のアマノウズメノミコト（天鈿女命）の通称が「御福さん」である事に因む。餅の形は赤福餅と類似しているが、赤福餅が「五十鈴川の清流」を表現しているのに対して、御福餅は「二見浦の波の形」を表現している。赤福餅は赤福本店で作られているごく僅かの赤福餅以外は工場で機械生産されているが、御福餅は生産量の違いもあり、現在でも手造りである。
かつて、小箱は赤福餅が8個700円、御福餅が8個640円で、御福餅の方が安かったが、2010年4月に8個入りと12個入りは価格改定をし、赤福餅と同額となった。その後、2014年4月の消費税増税時に価格改定をし、赤福餅8個720円12個1030円に対し、御福餅8個740円12個1060円となり、御福餅の方が高くなっている。さらに高速道路の販売では棲み分けと称すべき状態となっており、例として名阪国道の伊賀SAでは上り線（名古屋方向）のSAでは御福餅、下り線（大阪方向）の「道の駅いが」では赤福餅となっている（2020年現在、双方共に赤福餅）。1989年頃までは新幹線車内でも都ホテル列車食堂、2000年代初頭まではビュフェとうきょう（現：ジェイアール東海パッセンジャーズ）が担当する車内販売で購入することができた。関西地区では、JR大阪駅の売店や大阪市営地下鉄の売店で扱っていた時期もあったが、現在は伊丹空港、関西国際空港の一部売店で販売されている。
7月から9月には、御福餅の餡を使用したアイスキャンディーも販売される。「Merchant Adzuki Beans Candy」の頭文字をとって、「御福MAC（マック）」と呼ばれる。
2018年1月11日、パッケージと商品内容のリニューアルを行い保存料なしで消費期限を従来の3日間から7日間へ伸ばすことが可能となった。
なお、『赤福のれん』（原作：花登筺）にて、御福をモデルにしたと思われる「おか福」との葛藤が女一代記としてテレビドラマ化（主演・赤福社長：十朱幸代、おか福社長：藤岡琢也）されている。作品前半ではライバル関係に描かれているが、後におか福が苦境に立つと援助するなど協力関係でもある。ちなみに「おか福」以外に「赤もち」なるものも登場する。

## パッケージについて
御福餅と赤福餅のパッケージはそっくりと言われ、桃色を基調にするパッケージの色調だけでなく、かつては赤福餅と御福餅のいずれのパッケージにも擬宝珠のついた和橋の図案が描かれており、デザイン上も酷似していた。ただし、赤福餅の和橋は皇大神宮（内宮）の参道口にある宇治橋であり、御福餅の橋は二見興玉神社境内にある橋であった。また、かつての御福餅のパッケージにはおかめの面の図案が描かれていた。一方の赤福餅には、伊勢神宮の神殿の図案が加えられている他、パッケージ裏側には俳句（冬場用は正岡子規の句、夏場用は山口誓子の句）が印刷されているため、識別が可能である。
のちにパッケージに書かれている商品名が「御福餅」から「お福餅」に変更され、その年の秋からはデザインも赤福と酷似した和橋のデザインから、夫婦岩の後の富士山から朝日が出ている図柄で、カラー印刷に変更された。ただ、あまりに大きな外観の変更だったためか、2012年には夫婦岩の後の富士山から朝日が出ている図柄のまま、元の桃色を基調とする色調に戻された。

## 消費期限表示偽装事件
2007年10月12日に赤福餅が消費期限及び製造日、原材料表示を偽装していた事件が発覚し、赤福餅の販売が自粛された影響で、赤福と同様の商品を販売している御福餅の売上が急増した。しかし、2007年10月29日、同社による自主申告に基づき、御福餅にも表示不正の疑い（JAS法違反）があるとして、農林水産省東海農政局と県伊勢保健所が同社本社に立ち入り調査に入った。農林水産省などによれば、製造日と消費期限を1日先延ばしして表示する「先付け」および、原材料の表示順の誤り（原材料は“重量順”に「砂糖、小豆、…」と記載されなければならないところを、「小豆、砂糖、…」と記載していた）などの不正が行われていたという。なお同社は当初製造日の偽装を行なった商品は全体の1割程度と説明していたが、実際には8割以上の商品で行なわれていたことが判明した。また、製造日偽装は少なくとも1980年から日常的に行われていた。
12月5日、小橋正生社長は津市にある農林水産省東海農政局三重農政事務所に改善計画書を提出。直営店での営業を再開した。